# Perdasdefogu
Perdasdefogu (Foghesu en sarde) est une commune italienne de la province de l'Ogliastra en Sardaigne. 
Elle comprend un polygone de tir inter-armes (Salto di Quirra) où furent lancées les premières fusées expérimentales européennes (type Skylark, Centaure, Bélier, Zenit). Les restes d'une de ces fusées furent ramenés.sur un char à bœufs à la vitesse de 3 km/h permise par les sentiers muletiers (scène reprise dans la fresque au centre du village). Avant l'installation de la base militaire, le village comptait  1 000 habitants (il en comptait 580 en 1850 selon Casalis). Il en compte aujourd'hui un peu plus de 2 000.
À cause de son isolement, Pardasdefogu a été choisi, avec Talana, autre village de l'Ogliastra, comme village-témoin pour la recherche génétique (ADN mitochondrial ou ADNmt) dans le cadre du projet « Genos Park ».

## Histoire
Selon la tradition orale des anciens, les premiers habitants du village seraient originaires d'un petit village nommé Turu situé sur la côte orientale, à l'embouchure du fleuve Flumendosa.  Il s'agissait d'un petit groupe de bergers et de paysans qui, contraints de fuir les incursions des pirates sarrasins un peu avant l'an mille, et guidés par une femme, vinrent s'établir dans les hauteurs de l'actuel village, aux environs de l'église de San Sebastiano, la partie la plus ancienne du village.

## Génétique
En étudiant les variations de l'ADN mitochondrial de dents d'hommes et de femmes ayant vécu en Sardaigne il y a plus de 2500 ans (époque dite Nuragique, Age du Bronze, entre autres des grottes de Perdasdefogu), Silvia Ghirotto, Andrea Benazzo et Guido Barbujani du département de biologie et évolution de l'Université de Ferrara, ainsi que Stefano Mona du département de Génétique moléculaire et computationnelle des populations (Université de Berne) l'ont comparé à l'ADN d'habitants de l'Ogliastra actuelle et ont découvert que les actuels habitants de cette province partagent 56 % de leur patrimoine génétique avec l'ADN du peuple qui habitait la Sardaigne entre 1500 et 700 avant J.-C.  Ces résultats ont été publiés dans un article paru en septembre 2010 dans la revue "Molecular Biology and Evolution".

## Étymologie
Le nom du village signifie 'Pierres de feu dériverait soit de son sous-sol charbonneux, soit des pierres servant à allumer le feu (pyrite (pyrites lithos= pierre à feu), quartz, silex), soit encore de filons de gemmes. 

## Économie
Actuellement, Perdas (diminutif très usité par les habitants) possède tous les services qu'on peut attendre d'une commune moderne : magasins, restaurants, garagistes, mécaniciens, poste, banque (avec bancomat), bureaux d'architectes, de géomètres-experts, garde médicale, pharmacie, home pour personnes âgées (Casa Letizia).  Depuis 2015 un hotspot Wifi est à la disposition des habitants et des touristes aux endroits suivants: Piazza San Pietro - Piazza Europa - Ecole Moyenne et Primaire - Piazza della biblioteca, ancienne Ecole primaire ainsi que sur le site de Santa Barbara. Pour y accéder, il suffit d'envoyer un SMS au n°00393349298787 avec comme message "gratuito".  Un SMS en retour vous sera adressé avec la procédure à suivre et avec un mot de passe.
Entre 2005 et 2007, des recherches visant à valoriser un sous-sol contenant de l'or ont été menées près du Mont Ollasteddu (l'exploitation d'une mine d'or était prévue mais le taux de rentabilité n'a pas permis de mener à terme le projet) et la Sargold a été vendue en octobre 2007 à la Buffalo Mining Corp.

## Tourisme
Perdasdefogu possède un parc naturel (Parco Santoru), une cascade nommée Luesu (en période de pluies!), sept nuraghes (fortifications mégalithiques datant de l'âge du bronze, en tronc de cône), des "domus de janas" (maisons de fées), deux tombeaux de géants (environ 4 mètres sur 20) et plusieurs grottes faisant l'objet de recherches.

## Patrimoine
Perdasdefogu abrite une vieille église romane (San Sebastiano) datant du Xe siècle, anciennement en terre battue et actuellement pavée en terre cuite. Selon des chercheurs, la structure même de l'église (trois nefs, murs rustiques, niches abritant soit des statues, soit des reliques) ainsi que la couleur ocre apparaissant sous l'enduit, de même que la présence de la croix de Constantin témoignent d'une influence byzantine. L'église a été restaurée en 1996.  L'inauguration de l'église restaurée a été le théâtre d'un concert du violoniste Alessio Murgia, de l'orchestre royal de Turin.

## Culture
La commune dispose d'une bibliothèque et de librairies. Il existe une petite équipe théâtrale.

## Fêtes, foires
Le dernier week-end du mois d'août a lieu la "Sagra della Carne" (Fête de la viande) sur la Piazza San Pietro.

## Administration
| Période                                  | Période     | Identité      | Étiquette     | Qualité              |
| ---------------------------------------- | ----------- | ------------- | ------------- | -------------------- |
| 6 juin 1970                              | 21 nov 1993 | Fabio Lai     |               |                      |
| 21 nov 1993                              | 24 mai 1998 | Walter Carta  | Liste Civique | Géomètre - Militaire |
| 24 mai 1998                              | 26 mai 2002 | Walter Carta  | Liste Civique | Géomètre - Militaire |
| 26 mai 2002                              | 26 mai 2012 | Walter Mura   | Liste Civique | Ingénieur            |
| 11 juin 2012                             | En cours    | Mariano Carta | Liste Civique | Professeur           |
| Les données manquantes sont à compléter. |             |               |               |                      |

### Hameaux
Noms des différents quartiers (liste non exhaustive) : 
Piss'e Taccu, S'Argidda, Perd'e Palassiu, Sa Mura Gessa, S'Antonalai, S'Orgioledda, Su Cuccuru 'e sa Furca, Is Orgiolas, Su Mont' 'e s'Argidda, Sa Serra, Maraidda, Santu Serbestianu, Sant'Arbara, Su Cungiau de is Morus, Frummini, Funtana 'e Mariarraspa, Abbamessi, Su Runcu, Su Taccu 'e Solu, le Nuraghe Sa Domu è S'Orku, Martinusala, Sa peddi e cani, Tueri, Arruin'e puligi, Origas Longas, Fumia.

### Fontaines
Noms des différentes fontaines se trouvant dans la commune de Perdasdefogu:
Funtana de Su Stangione, Funtana Porceddu, Funtana Bau Arrivelu, Funtana Perdu Corona, Funtana Nuragi, Funtana de su Trono, Funtana Abbamessi, Funtana su Tremuras, Funtana de su Pussu, Funtana Peddi 'e Cani, Funtana de Tueri, Funtana Sorgenti Luesu, Funtana Costa Alesai, Funtana 'e Susu, Funtana Figu Graba

### Rivières
De nombreuses rivières coulent sur le sol du village, principalement des torrents asséchés en été.
Riu Su Strumpu d'Abba Manna, Riu Spinas Arvas, Riu Botteri, Riu Baccu s'Ortali, Riu Comida, Riu s'Illori, Riu Su Luda, Riu s'Arcu sa Pira, Riu Flumineddu (le plus grand, qui alimente le barrage du même nom), Riu Piscina Manna, Riu Truncone, Riu Tentinali, Riu Monte Mannu, Riu 'e Medaciolu, Riu Peddi 'e Cani, Riu Praidis, Erriu Melis, Canale su es Sulis, Riu Giuanni 'e Cannas, Riu Comida Frau, Riu Aligestris, Riu Perdaloi, Riu Abba Frida, Riu Monti de su Palu, Riu Munsu Giuanni, Riu Cappeddedda, Riu Cappedda Manna, Riu Grutta 'e Tolu, Riu Su Bau de is Bois, Riu de S. Giorgiu, Riu Baccu is Fustis, Riu Abbamessi, Riu Sa Sedda, Riu Sena, Riu Su Tuponi Mannu,

### Nuraghe
Les nuraghes sont des constructions en forme de tronc de cône, en pierres assemblées sans mortier ni liant, datant de l'Age du bronze. Huit nuraghes sont répertoriés à Perdasdefoguː
Nome 	
N.ghe Arras 	
N.ghe Perduxeddu 
N.ghe Prediargiu 	
N.ghe S. Pietro 	
N.ghe s'Orcu 	
N.ghe Superdusedda 	
N.ghe Truncone 	
N.ghe Trutturis 	
Autres dénominationsː Nuraghe Arras, Nuraghe Perduxeddu, Nuraghe Prediargiu,  Nuraghe S. Pietro,  Nuraghe Cea Usasta, Nuraghe Florentina, Nuraghe Truncone, Nuraghe Trutturis.

### Rochers
En plus des Taccus (affleurements de roches calcaires ou dolomies): su Taccu 'e Solu, su Taccu Mogolairi, su Taccu 'e Tomeu, si Tacchixeddu, il y a des rochers détachés de la montagne qui pointent vers le ciel: Cuccuru Monte 'e Tremini, Cuccuru sa Rugi, Cuccuru Pizzu Accutzu.

### Communes limitrophes
Ballao (CA), Escalaplano (CA), Seui, Ulassai, Villaputzu (CA)